# フォルクマールゼン
フォルクマールゼン (ドイツ語: Volkmarsen) は、ドイツ連邦共和国ヘッセン州ヴァルデック＝フランケンベルク郡に属す小都市である。

## 地理

### 位置
フォルクマールゼンは北ヘッセン、カッセルの西北西約 28 km（直線距離）のヴァルデック盆地の北端に位置し、ディーメル川の谷へ向かう緩やかな斜面に位置している。ハービヒツヴァルト自然公園は、本市の東にある。
フォルクマールゼンの市内を通り、あるいは市域に接して、西部をディーメル川の支流ツヴィステ川が流れている。中核市区の南西を流れるヴァッター川、北を流れるヴァンデ川、東を流れるエルペ川はツヴィステ川に注ぐ。9本の小川がツヴィステ川を経由してディーメル川に合流する前に市域を流れる。ツヴィステ川から分岐し、防衛施設の一部として市壁前を流れる運河が旧市街西部を「ミューレングラーベン」として現存している。

### 隣接する市町村
フォルクマールゼンは、北はヴァールブルク（ノルトライン＝ヴェストファーレン州ヘクスター郡）、東はブロイナとヴォルフハーゲン（ともにカッセル郡）、南と西はバート・アーロルゼン、北西はディーメルシュタット（ともにヴァルデック＝フランケンベルク郡）と境を接している。

### 市の構成
本市には、名前の由来となった中核市区であるフォルクマールゼンの他、エーリンゲン、ヘルプゼン、ヘルレ、キュルテおよび自然文化財ホレンカンマーを含むリュタースハイムの各市区が属している。

## 歴史

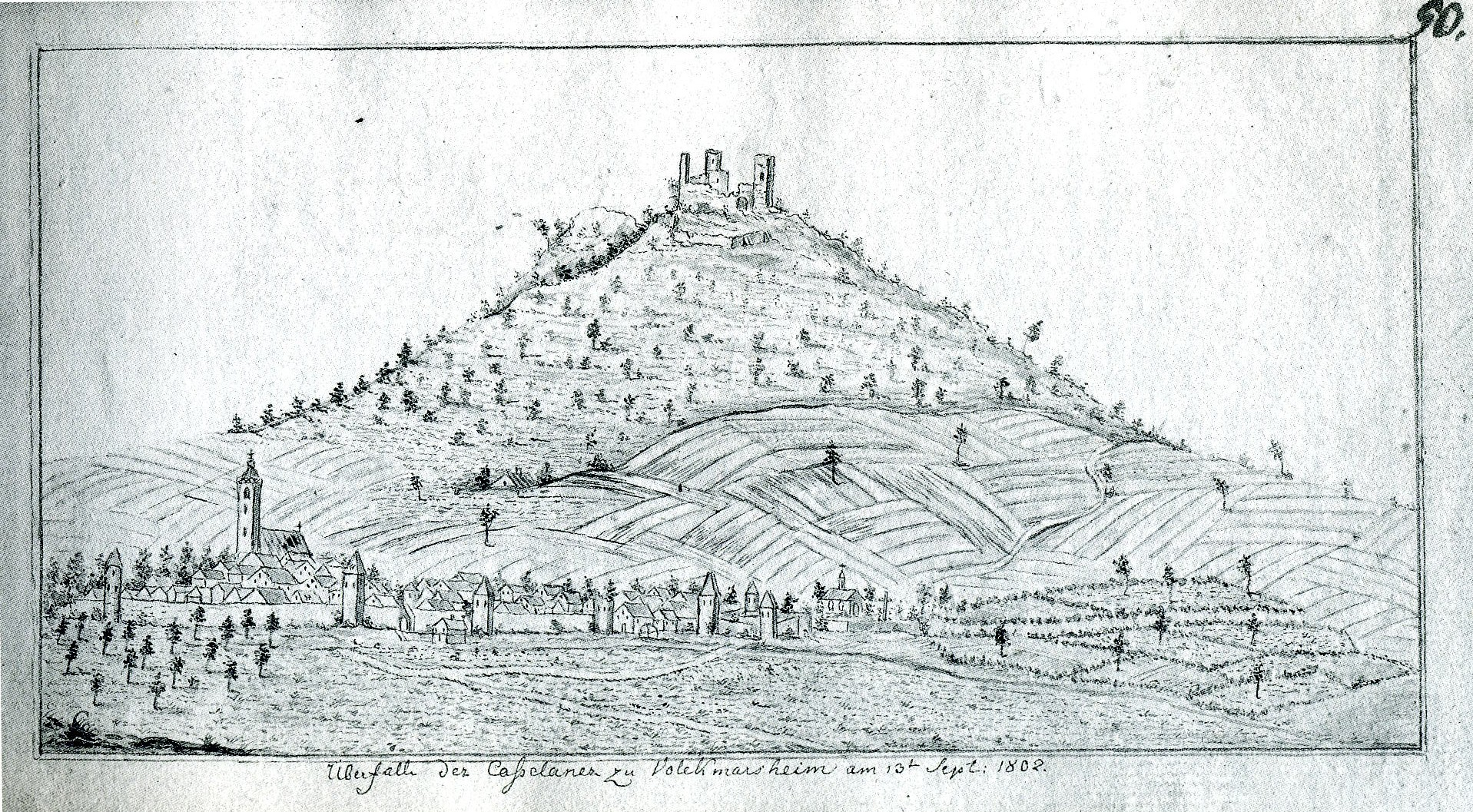
1803年頃のフォルクマールゼンの街と城

フォルクマールゼンは1155年のコルヴァイ修道院の十分の一税リストに初めて記録されている。教皇グレゴリウス9世の保護状にフォルクマールゼンは1232年に初めて都市として記述されている。コルヴァイ修道院は、1304年にこの街の半分とクーゲルスブルクをケルン大司教に質入れした。残り半分は1440年に後継者によって質入れされた。1507年から市と城はヴェストファーレン公領の所属となり、その後コルヴァイ修道院はその権利を取り戻した。1802年にヘッセン＝ダルムシュタット方伯はヴェストファーレン公領を占領した。ヘッセン＝ダルムシュタット方伯とヘッセン＝カッセル方伯は、この街の所有を巡って対立し、ほとんど両軍の武力衝突にまで発展した。同時期にオラニエ＝ナッサウ家の皇太子は本市に対する請求を唱えた。初めはヘッセン＝ダルムシュタット方伯は占領を続けたが、1806年までに上述の皇太子はこの街を手に入れた。しかしその1年後にはナポレオンのヴェストファーレン王国がこの街を獲得し、カントン・フォルクマールゼンの首邑となった。1814年のウィーン会議後にはプロイセンがこの街を保持したが、1817年にヘッセン選帝侯に譲渡した。1866年には、ヘッセン選帝侯領がプロイセンによって併合されたことに伴い、再びプロイセン領となった。1929年4月1日にヴァルデック自由州がプロイセン州に併合され、かつてヴァルデックのヘルプゼン、ヘルレ、その他の集落がフォルクマールゼンに編入された。1945年からこの街はヘッセン州に所属している。
ヘッセン州の地域再編に伴い、1972年にフォルクマールゼンはヴォルフハーゲン郡からヴァルデック郡に移され、1974年からヴァルデック＝フランケンベルク郡に属した。

## 宗教
この街は、宗教改革中もその後もヴェストファーレン公領に所属したことで、フォルクマールゼンではカトリックが優勢なままで、フルダ司教区に属した。

## 行政

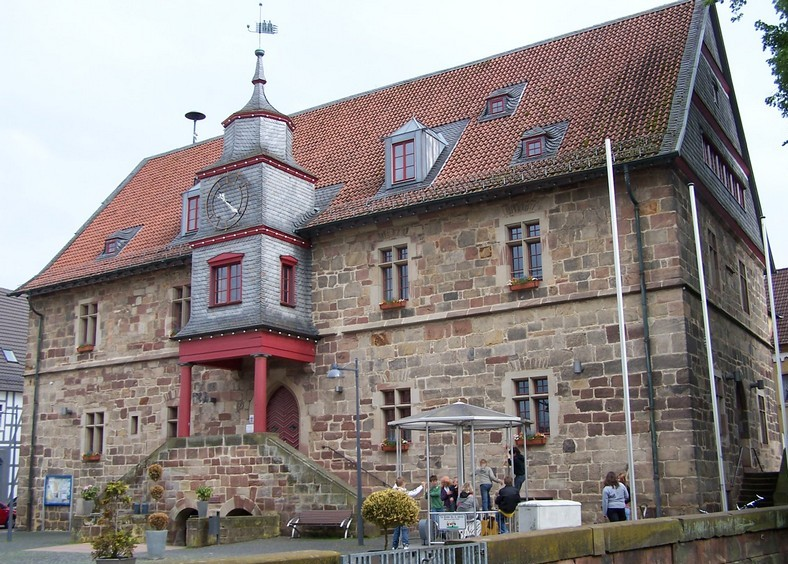
フォルクマールゼン市庁舎

### 市議会
フォルクマールゼンの市議会は、31議席からなる。

### 姉妹都市
- ブッテルシュテット（ドイツ、テューリンゲン州）1990年

## 文化と見所

### 郷土博物館
カッセラー通り6番地の「ドクトル・ボック邸」にフォルクマールゼン郷土博物館があり、展示や歴史ワークショップが開催され、Rückblende - Gegen das Vergessen e.V. のフォルクマールゼンおよびその周辺地域のユダヤ人の生活に関する資料・情報センターとなっている。

### ゲオパーク
フォルクマールゼン市内にはゲオパーク・グレンズヴェルテのステーションが3つある。クーゲルスブルク、炭酸泉、ラレーケスベルクの採掘抗がそれらである。

### 建造物
- 中核市区にあるカトリック教会、聖マリエン教会、1260年頃建造。
- ヴィトマール礼拝堂（聖マリエン・ウント・マルティン礼拝堂）2000年から2003年にかけて修復が行われた。
- クーゲルスブルク、1200年頃に建造された城、七年戦争で破壊された城趾が遺る。
- シャイト監視所、フォルクマールゼン＝エーリンゲン＝リュタースハイムの境界に建つ監視塔。
- ユーデン監視所、中核市区とヘルプゼンとの間に建つ監視塔。

- カトリックの聖マリエン教会
- ヴィトマール礼拝堂
- クーゲルスブルク城趾

### 史跡
- 旧裁判広場、エーリンゲン市区の西

### 自然文化財
- ホレンカンマー、リュタースハイム市区の近くにある砂岩の岩窟
- フッカースヘーレン、フォルクマールゼンとリュタースハイムとの間にある洞穴
- フォルクマールザー・ザウアーブルンネン（フォルクマールゼンの炭酸泉）、州から鉱泉に指定されたミネラルウォーターの水源

## 経済と社会資本

### 交通
フォルクマールゼンは、アウトバーン A44号線（ドルトムント - カッセル区間）および鉄道コルバッハ - カッセル線に面している。1時間ごとにカッセル＝ヴィルヘルムスヘーエ駅]行きおよびコルバッハ南駅行きのレギオナルエクスプレスが運行している。またコルバッハ、ヴァールブルク、ブロイナ行きの路線バスも運行している。

## 引用
1. ↑  Hessisches Statistisches Landesamt: Bevölkerung in Hessen am 31.12.2023 (Landkreise, kreisfreie Städte und Gemeinden, Einwohnerzahlen auf Grundlage des Zensus 2011)]
2. ↑  市議会選挙結果 (hsl.de)
3. ↑  http://www.rueckblende-volkmarsen.de/